# موهد فايز سوبري
موهد فايز سوبري (مواليد 8 نوفمبر) لاعب كرة قدم ماليزي، يلعب في دوري السوبر الماليزي في مركز خط الوسط، في نوفمبر 2016 قام بإحراز هدف إعجازي جعله يترشح ويفوز بجائزة جائزة بوشكاش لعام 2016.

## روابط خارجية
- موهد فايز سوبري على موقع قاعدة بيانات كرة القدم.إي يو (الإنجليزية)
- موهد فايز سوبري على موقع Soccerway.com (الإنجليزية)
- Mohd Faiz Subri at SoccerPunter.com
- Mohd Faiz Subri at FootballDatabase.eu
- Mohd Faiz Subri at Stadium Astro